# La letra con sangre entra
La letra con sangre entra o Escena de escuela fue pintado por Francisco de Goya entre  1780 y 1785 y se conserva en el Museo de Zaragoza (España).

## Descripción del cuadro
El autor hace una fuerte crítica a la sociedad como ya antes había hecho en otras obras. En esta obra Goya realiza una crítica al sistema educativo de su época mostrando una pequeña escuela en la que el maestro aparece sentado a la izquierda con un perro a sus pies mientras azota a un alumno con las nalgas al aire e inclinado para recibir el castigo. A la derecha se distinguen otros dos alumnos que acaban de recibir el castigo mientras otros se enfrascan en sus tareas.